# نانسي بنوا
نانسي بنوا (بالإنجليزية: Nancy Benoit)‏ هي مديرة (مصارعة محترفة) وعارضة أمريكية، ولدت في 21 مايو 1964 في بوسطن في الولايات المتحدة، وتوفيت في 22 يونيو 2007 في فايتيفيل في الولايات المتحدة بسبب اختناق.

## وصلات خارجية
- نانسي بنوا على موقع WrestlingData.com (الإنجليزية)
- نانسي بنوا على موقع CageMatch worker (الإنجليزية)
- نانسي بنوا على موقع قاعدة بيانات المصارعة على الإنترنت (الإنجليزية)
- نانسي بنوا على موقع عالم المصارعة على الإنترنت (الإنجليزية)
- نانسي بنوا على موقع عالم المصارعة على الإنترنت (الإنجليزية)
- نانسي بنوا على موقع IMDb (الإنجليزية)
- نانسي بنوا على موقع إن إن دي بي (الإنجليزية)
- نانسي بنوا على موقع قاعدة بيانات الفيلم (الإنجليزية)
- نانسي بنوا على موقع كينوبويسك (الروسية)